# Parainesis marwitziana
Parainesis marwitziana is een vlinder uit de familie van de spinneruilen (Erebidae). De wetenschappelijke naam van deze soort werd voor het eerst voorgesteld als Eilema marwitziana door Embrik Strand in een publicatie uit 1912.
Deze soort komt voor in Kenia en Tanzania.